# 田麦角碱
田麦角碱(agroclavine)，是一种吲哚衍生物类生物碱。

## 化学性质
- 分子量：238.32
- 易溶于苯、乙醇，微溶于水

### 晶体
- 乙醚中得到棒状结晶
  - 熔点：198~203℃，并分解
- 丙酮中得到针状晶体
  - 熔点：205~206℃，并分解